# Elizabeth Deignan
Elizabeth Mary Deignan dite Lizzie Deignan, née Armitstead le 18 décembre 1988 à Otley, est une coureuse cycliste britannique. Au début de sa carrière, elle pratique essentiellement des épreuves sur piste. Elle remporte un total de cinq médailles aux championnats du monde sur piste en 2009 et 2010, avant de choisir de se concentrer sur les courses sur route. Aux Jeux olympiques de 2012, elle remporte la médaille d'argent lors de la course en ligne et termine dixième du contre-la-montre. Elle devient championne du monde sur route en 2015 et remporte la Coupe du monde sur route en 2014 et 2015. Elle remporte le premier Paris-Roubaix féminin en 2021.

## Biographie

### Enfance et débuts
Elizabeth Armitstead est née dans la bourgade d'Otley dans le Yorkshire de l'Ouest, où elle étudie au Lycée du Prince Henry (Prince Henry's Grammar School), une école polyvalente. Elle commence le cyclisme en 2004 après une visite dans son école du programme « British Cycling's Olympic Talent Team ». Elle fait partie de l'« Olympic Podium Programme ».
Armitstead  est végétarienne depuis l’âge de 10 ans.

### Carrière sur piste

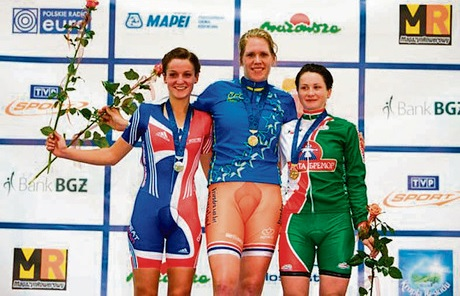
Podium des championnats d'Europe de course aux points 2008

Elizabeth Armitstead remporte une médaille d'argent dans la course scratch des championnats du monde sur piste juniors en 2005. Il s'agit de son premier résultat au niveau international.
En 2007 et 2008, elle est championne d'Europe du scratch espoirs et termine à chaque fois deuxième de la course aux points. Elle est également championne d'Europe de poursuite par équipes espoirs en 2008 (avec Katie Colclough et Joanna Rowsell).
En 2009, avec l'équipe britannique, elle devient championne du monde de poursuite par équipes (associée à Wendy Houvenaghel et Joanna Rowsell). Elle participe également à la course scratch, où elle accroche la médaille d'argent. Elle termine ces championnats en complétant sa collection de médailles, avec une médaille de bronze lors de la course aux points, malgré une blessure à son poignet droit qui l'empêche de bouger son pouce et l'index. L'année suivante, elle remporte deux nouvelles médailles d'argent aux championnats du monde sur piste : en poursuite par équipes et sur l'omnium.

### Carrière sur route

#### 2009-2013: premières victoires
En 2009, Armitstead rejoint l'équipe cycliste Lotto-Belisol Ladies où elle participe à plusieurs grandes courses de haut niveau sur route. Elle gagne le championnat de Grande-Bretagne sur route espoirs et termine deuxième de la course élites.
En 2010, elle rejoint Cervélo TestTeam, qui devient Garmin-Cervélo au cours de l'année 2011.
À la suite de l'arrêt de l'équipe féminine de Garmin Cervélo, Armitstead roule en 2012 pour l'équipe AA Drink-Leontien.nl. En mars, elle gagne l'Omloop van het Hageland en devançant Pauline Ferrand-Prévot et Elisa Longo Borghini parties en échappée avec elle. Elle gagne ensuite Gand-Wevelgem échappée seule. Aux Jeux olympiques d'été, elle remporte la médaille d'argent lors de la course en ligne. Battue au sprint par Marianne Vos, elle devient la première Britannique médaillée de ces Jeux olympiques.
En 2013, Armitstead signe chez Boels Dolmans. Sa saison  est affectée par une maladie à l'estomac qui est finalement diagnostiquée comme un symptôme d'une hernie hiatale.
Elle réside à Monaco durant la saison.

#### 2014: victoire en Coupe du monde

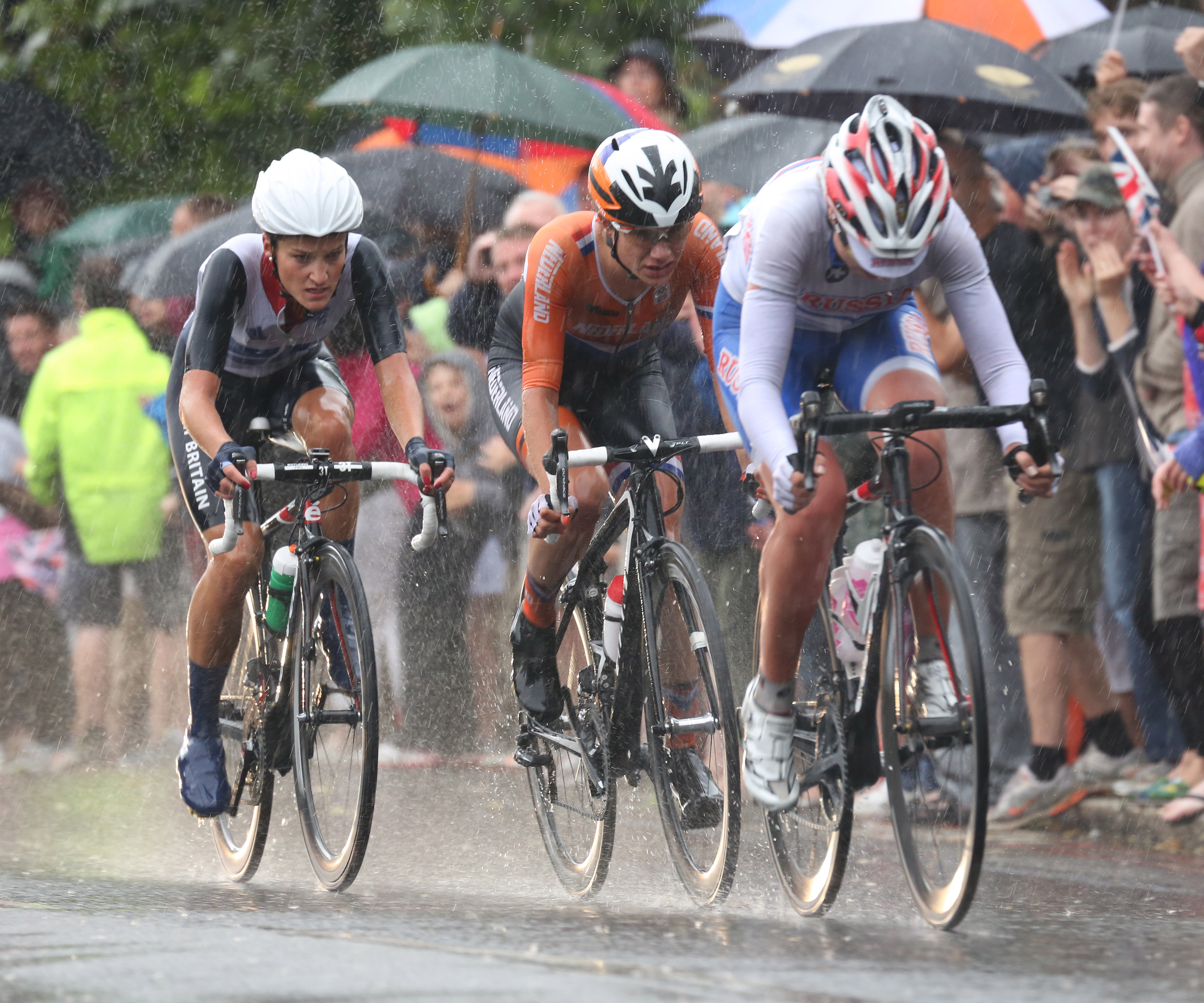
Lizzie Armitstead dans l'échappée décisive des Jeux olympiques de Londres

Sur la première classique de la saison : le circuit Het Nieuwsblad, Armitstead part en échappée avec Amy Pieters et Emma Johansson. Elle se fait battre au sprint et termine troisième. En avril 2014, elle renouvelle son contrat avec Boels Dolmans jusqu'à la fin d'année 2016. Le Omloop van het Hageland permet à l'équipe d'obtenir sa première victoire de la saison. Armitstead part en échappée avec Emma Johansson et la domine au sprint. Cette victoire met également fin à une disette durant depuis son titre de championne de Grande-Bretagne 2013 obtenu en juin pour Armitstead. Sa dernière victoire UCI remontait au Omloop van het Hageland 2012. Le 13 mars, elle termine troisième du Drentse 8 van Dwingeloo. Deux jours plus tard, l'équipe participe à la première manche de coupe du monde : le Tour de Drenthe. La sélection se fait dans le premier passage de la côte dite du VAM. À son sommet, un groupe de quinze coureuses s'extirpe, parmi elles on compte Ellen van Dijk et Lizzie Armitstead. Anna van der Breggen et Iris Slappendel s'échappent du groupe, mais grâce au travail d'Ellen van Dijk le groupe de poursuite revient à quelques encablures. Lizzie Armitstead bouche alors le trou et rejoint van der Breggen, Slappendel ayant lâché. Elle la bat finalement au sprint. Armitstead se montre très satisfaite et remercie van Dijk pour son travail,. Lors du Trofeo Alfredo Binda-Comune di Cittiglio, elle fait partie du groupe de tête et termine deuxième du sprint derrière Johansson. Le 7 avril, au Tour des Flandres, elle gagne le sprint du groupe des poursuivants devant Johansson et termine donc deuxième de l'épreuve. À l'Energiewacht Tour, l'équipe fait plusieurs podiums sans parvenir à obtenir la victoire : Armitstead est deuxième de la première étape et troisième des deuxième et quatrième étapes. Dans le contre-la-montre par équipe de l'étape 3b, Boels Dolmans est deuxième derrière l'équipe Specialized-Lululemon. Sur la Flèche wallonne, Lizzie Armitstead n'est battue que par Pauline Ferrand-Prévot dans l'ascension du mur de Huy. Elle est donc trois fois d'affilée deuxième d'une manche de coupe du monde.
L'équipe effectue en juin une reconnaissance du circuit du mondial à Ponferrada puis participe à la Durango-Durango Emakumeen Saria. Lizzie Armitstead passe les côtes avec le groupe de tête et dispute le sprint pour la victoire. Elle se fait battre par Marianne Vos et termine deuxième. Quelques jours après débute la Emakumeen Euskal Bira dans la même région. Armitstead est respectivement quatrième et deuxième des deux premières étapes. Lizzie Armitstead termine troisième du championnat de Grande-Bretagne sur route. Elle participe ensuite au Tour de Thuringe et gagne la première étape en devançant sur la ligne ses compagnons d'échappée Lisa Brennauer et Evelyn Stevens, toutes deux de l'équipe Specialized-Lululemon. Armitstead prend la troisième place de la deuxième étape. Sur l'étape suivante, elle s'échappe de nouveau avec Evelyn Stevens mais est cette fois battue dans le sprint. Le lendemain, la Britannique gagne le sprint du peloton derrière les deux échappées. Elle finit le Tour à la deuxième place derrière l'Américaine. Elle remporte également le classement par points, celui de la montagne.

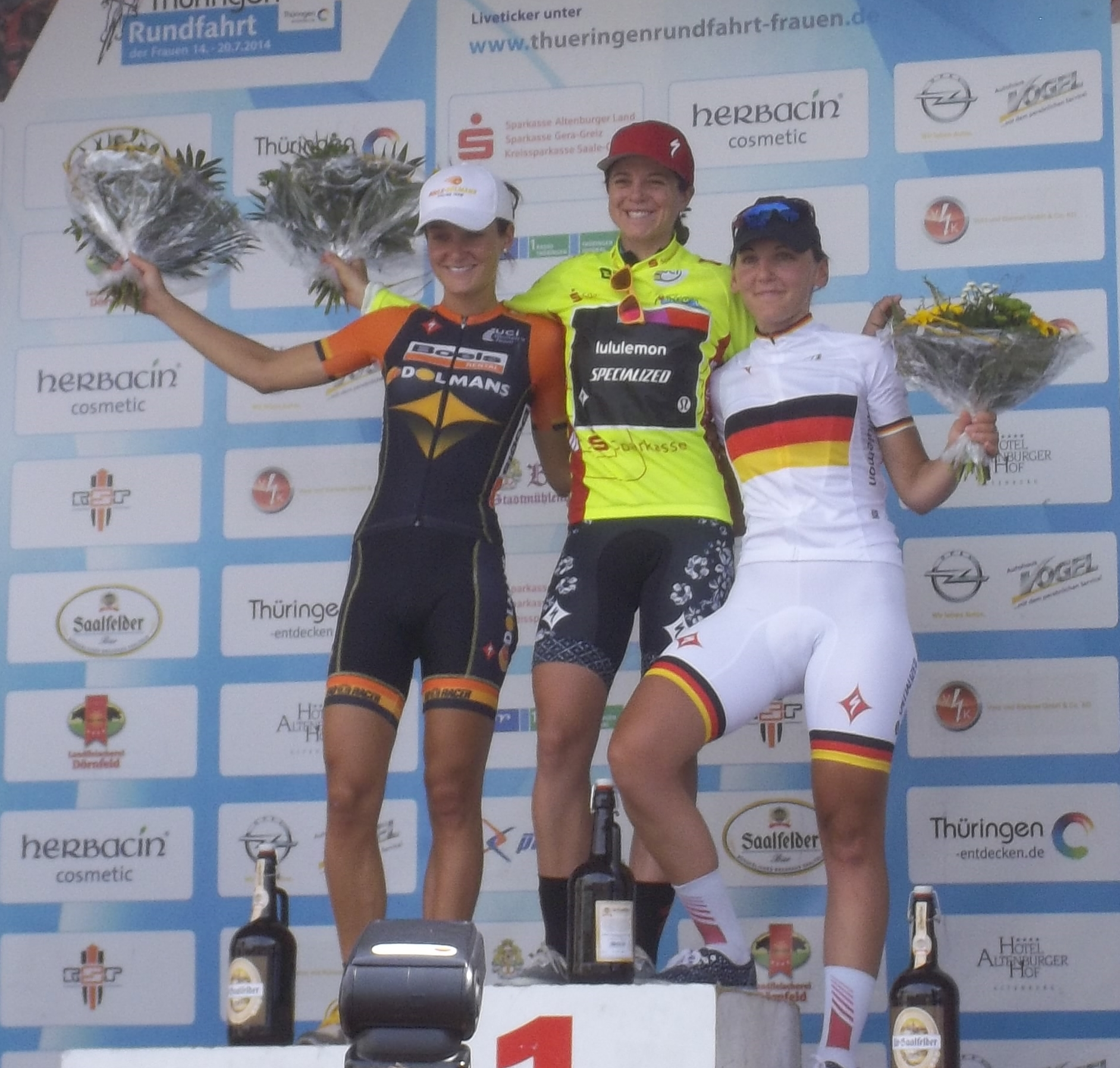
Podium final du Tour de Thuringe 2014

Elle participe à l'inauguration de La course by Le Tour de France à Paris le 27 juillet 2014, mais chute à un kilomètre de l'arrivée avec Ferrand-Prevot. Une semaine plus tard, elle remporte la course en ligne des Jeux du Commonwealth. À l'issue du GP de Plouay, elle remporte le classement final de la Coupe du monde devant Emma Johansson et Marianne Vos. Elle met fin au règne des coureuses néerlandaises vainqueur des cinq dernières éditions.
Sur la course en ligne des championnats du monde, seules Marianne Vos, Lizzie Armitstead et Elisa Longo Borghini parviennent à suivre l'attaque d'Emma Johansson dans la dernière ascension. Elles effectuent la descente ensemble, mais ne coopèrent pas sur le plat. Emma Johansson part mais est prise en chasse par Marianne Vos. Elisa Longo Borghini place un contre, mais la Néerlandaise réagit aussitôt. Les quatre échappées tergiversent au passage de la flamme rouge. Elles sont reprises par le groupe de poursuivantes. Lizzie Armitstead se classe septième.

#### 2015: doublé mondiaux et Coupe du monde
La saison sur route débute au Tour du Qatar. La deuxième étape est venteuse et une course de bordure se déclenche immédiatement. Ellen van Dijk et Lizzie Armitstead sont présentes dans le groupe de tête. Lizzie Armitstead termine troisième de l'étape au sprint, Ellen van Dijk gagnant avec quelques mètres d'avances. Le lendemain, la Britannique remporte l'étape au sprint et s'empare de la tête du classement général. Elle gagne encore la dernière étape dans l'emballage final et inscrit son nom au palmarès de l'épreuve. Lors de la première classique de printemps, le Circuit Het Nieuwsblad, Lizzie Armistead gagne le sprint du groupe de poursuivantes, derrière van Dijk et Anna van der Breggen. Elle est donc troisième.
Aux Strade Bianche, un groupe de leaders se détache au bout de 58 km, puis se scinde en deux dans les derniers secteurs en terre. Les cinq coureuses à l'avant sont : Megan Guarnier, Elizabeth Armitstead, Elisa Longo Borghini, Ashleigh Moolman-Pasio et Anna van der Breggen. Profitant de la supériorité numérique de l'équipe, la Britannique et l'Américaine attaquent tour à tour dans le final. Guarnier parvient à se détacher et s'impose en solitaire. Armitstead règle le groupe de poursuite, l'équipe réalise donc le doublet. Au Tour de Drenthe, Elizabeth Armitstead attaque dans le mont VAM et est suivie par Lisa Brennauer, mais elles se font reprendre. Elle est finalement septième du sprint massif. Lors du Trofeo Alfredo Binda-Comune di Cittiglio, deuxième manche de la Coupe du monde, elle s'impose au sprint.
Après une coupure, elle remporte la Boels Rental Hills Classic au sprint. Elle participe à la Philadelphia Cycling Classic (sixième manche de la Coupe du monde) et compte y aider Evelyn Stevens. Elles se perdent cependant dans le final, Lizzie Armitstead se montre la plus rapide dans la dernière ascension du mur de Manayunk et remporte l'épreuve et prend la tête du classement général de la Coupe du monde. Lors de The Women's Tour, Lizzie Armitstead s'impose lors du sprint inaugural, puis percute un photographe une fois passée la ligne. La chute est violente, et la Britannique perd connaissance. Les examens médicaux ne révèlent cependant pas de fracture.
À l'Open de Suède, l'équipe Boels Dolmans contrôle la course jusqu'au bout. Cependant, Lizzie passe le dernier virage en dixième position et est fortement gênée par la chute de Carmen Small. Elle se classe finalement dix-neuvième et perd de précieux points face à Anna van der Breggen pour le gain de la Coupe du monde. La semaine suivante, à Plouay, elle prend ses responsabilités et attaque dans la côte de Ty Marrec dans l'avant dernier passage. Elle est marquée par Anna van der Breggen et le groupe de tête se reforme. Elle y est assistée de ses coéquipières Megan Guarnier et Evelyn Stevens. La course se conclut par un sprint, où la Britannique se montre la plus véloce. La Néerlandaise n'étant que sixième, Lizzie Armitstead s'adjuge le classement final de la Coupe du monde par la même occasion.
Aux championnats du monde, elle participe au contre-la-montre par équipes avec sa formation. Celle-ci termine deuxième au terme d'une épreuve très serrée face à l'équipe Velocio-SRAM. Lizzie devient ensuite championne du monde sur route après avoir attaqué dans la dernière ascension puis dominé le sprint du groupe des leaders.

#### Début de saison extraordinaire puis affaire desno-show(2016)

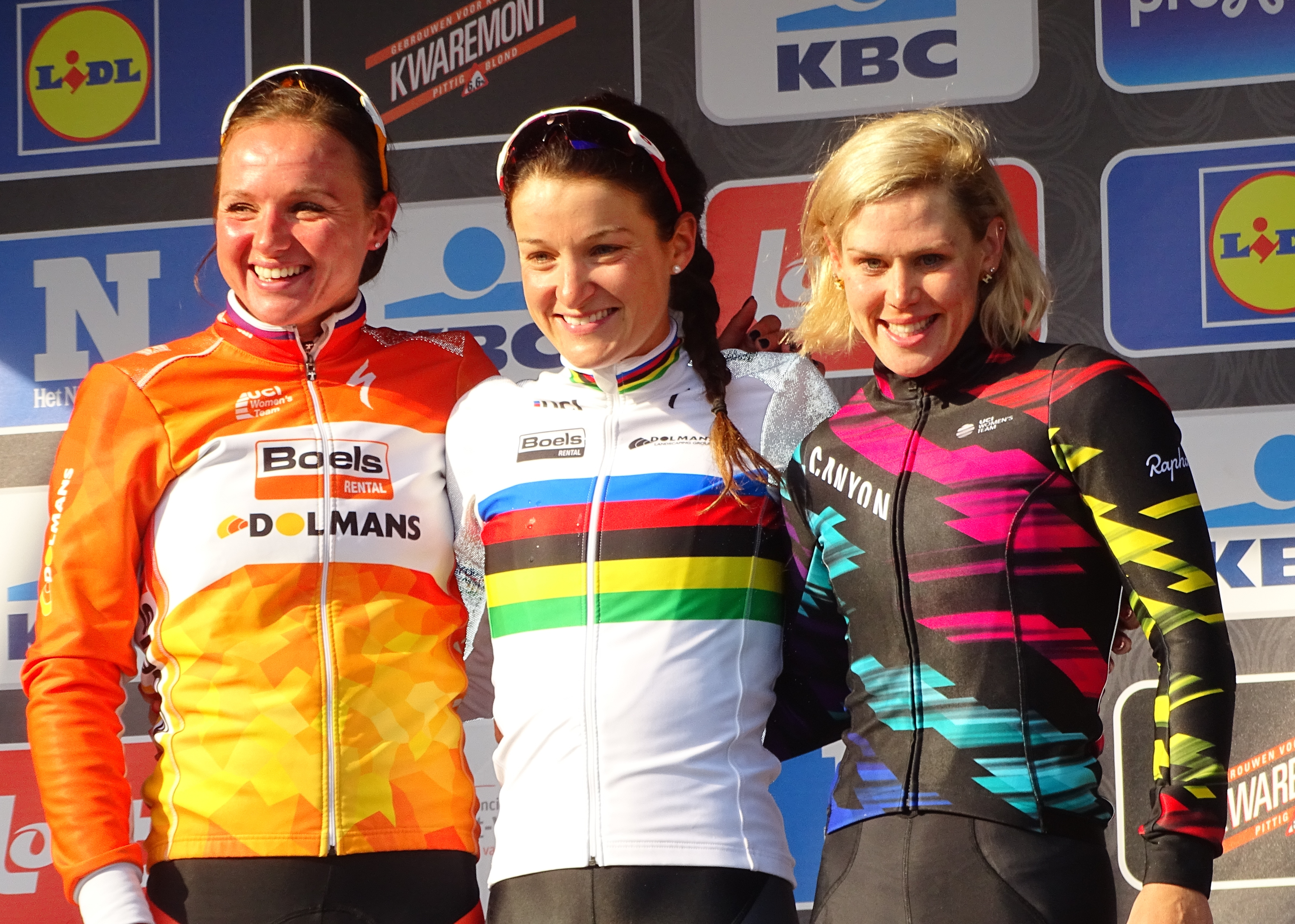
Au circuit Het Nieuwsblad 2016

Au circuit Het Nieuwsblad, l'équipe durcit la course dans les ascensions. Dix kilomètres après la Paddestraat, Lizzie Armitstead se détache du peloton grâce à une légère accélération, elle déclare après la course ne pas avoir eu l'intention d'attaquer. Elle est suivie par Gracie Elvin, qui ne coopère pas. Après un moment de surplace, la Britannique attaque de nouveau et se retrouve seule en tête. Elle conserve son avance jusqu'à la ligne. Aux Strade Bianche, à une trentaine de kilomètres de l'arrivée, Anna van der Breggen puis Katarzyna Niewiadoma, toutes deux de la formation Rabo Liv, attaquent tour à tour. Lizzie Armitstead suit les deux accélérations, la dernière s'avérant décisive. Emma Johansson rejoint les deux coureuses. La victoire se joue dans l'ascension finale dans les rues de Sienne. La Britannique se montre la plus rapide et prend donc la tête de l'UCI World Tour féminin. Elle est donc la dernière athlète à avoir endossée le maillot de leader de la Coupe du monde et la première à mener la nouvelle compétition. Au Trofeo Alfredo Binda-Comune di Cittiglio, à vingt-cinq kilomètres de l'arrivée, dans la montée vers Orino, un groupe de huit coureuses dont Lizzie Armitstead se détache. Il prend rapidement un avantage de plus d'une minute sur ses poursuivantes. Jolanda Neff attaque ensuite à Cuvio. Dans l'ultime ascension vers Orino, Elizabeth Armitstead a du mal à suivre et perd du terrain. Elle revient sur le groupe au sommet et profite de l'effet de surprise pour attaquer aussitôt. Elle reprend la Suissesse à trois kilomètres de l'arrivée et la surclasse au sprint.
Au Tour des Flandres, sur le replat du vieux Quaremont Emma Johansson place une accélération décisive suivie seulement par Elizabeth Armitstead. La Britannique réalise la majorité des relais jusqu'à l'arrivée où elle devance néanmoins la Suédoise d'une demi-roue.
Au Women's Tour, sur la troisième étape, Chantal Blaak fait partie du groupe de onze échappées qui compte jusqu'à deux minutes d'avance. Dans le deuxième prix de la montagne trois favorites accélèrent : Lizzie Armitstead, Ashleigh Moolman et Elisa Longo Borghini. Elles reviennent immédiatement sur la tête de la course. À quinze kilomètres de l'arrivée, la championne du monde attaque de nouveau, suivie par la Sud-Africaine. Elisa Longo Borghini et Amanda Spratt partent à leur chasse et les rejoignent. Dans le sprint sur secteur pavé, Lizzie Armitstead devance Ashleigh Moolman et Elisa Longo Borghini. Marianne Vos arrive trente-six secondes plus tard et perd son maillot jaune au profit de la Britannique. Le lendemain, Lizzie Armitstead, Ashleigh Moolman et Elisa Longo Borghini attaquent dans la deuxième ascension de la journée. Elles sont bientôt rejointes par Emma Johansson. La coopération n'est pas bonne et Lizzie Armitstead accélère puis attaque seule mais se fait reprendre. Derrière, un groupe de poursuite de douze coureuses dont Marianne Vos et Lisa Brennauer revient à une vingtaine de secondes de la tête de course. La jonction s'opère finalement à cinq cents mètres de l'arrivée. Au sprint, la Britannique est sixième. La dernière étape n'apporte pas de modification au classement général. Lizzie Armitstead remporte donc l'épreuve ainsi que le classement de la meilleure Britannique.
Considérée comme la favorite pour l'épreuve en ligne des Jeux olympiques de Rio, elle risque une suspension pour avoir manqué trois contrôles antidopage lors des douze derniers mois. Elle n'est finalement pas sanctionnée après avoir démontré que le contrôleur était responsable du premier contrôle manqué.
Lors de la course en ligne olympique, elle ne parvient pas à suivre le rythme imprimé par Mara Abbott dans l'ascension de la Vista Chinesa. Après la descente, elle fait partie d'un petit groupe constitué de Katarzyna Niewiadoma, Flávia Oliveira et Jolanda Neff. Elles ont en ligne de mire le groupe d'Elisa Longo Borghini, Emma Johansson et Anna van der Breggen, mais n'arrivent pas à faire la jonction. Lizzie Armitstead est la plus rapide au sprint et se classe ainsi cinquième.

#### Trois fois deuxième dans les Ardennes (2017)
Aux Strade Bianche, Anna van der Breggen malade ne prend pas le départ. Megan Guarnier, souffrant de maux de tête doit abandonner après quelques kilomètres. À dix-huit kilomètres de la ligne, Christine Majerus et Elizabeth Deignan mène le peloton dans l'avant dernier secteur gravier. Une sélection s'opère et seules cinq coureuses sont en tête : Elisa Longo Borghini, Elizabeth Deignan, Katarzyna Niewiadoma rejointes immédiatement par Annemiek van Vleuten et Katrin Garfoot. Dans la montée finale, Elisa Longo Borghini accélère dans la partie la plus difficile. Seule Katarzyna Niewiadoma peut la suivre, Elizabeth Deignan complète le podium. À l'Amstel Gold Race, dans la deuxième ascension du Cauberg, un groupe de huit coureuses s'échappent avec Elizabeth Armitstead. Il est rapidement repris. Dans la troisième montée du Cauberg, Elizabeth Deignan accélère de nouveau, cette fois accompagnée d'Elisa Longo Borghini et Katarzyna Niewiadoma. Dans la dernière ascension du Bemelerberg, Annemiek van Vleuten attaque suivie par Anna van der Breggen et Coryn Rivera. Elles reviennent immédiatement sur la tête de course. Quelques centaines de mètres plus loin, Anna van der Breggen part seule et n'est plus rejointe. Elizabeth Deignan gagne le sprint pour la deuxième place,,. Sur la Flèche wallonne, Katarzyna Niewiadoma attaque dans la côte de Cherave et est suivie par Anna van der Breggen et Elizabeth Deignan. À trois kilomètres de l'arrivée, la Néerlandaise accélère et finit seule. Elizabeth Deignan est deuxième,. À Liège-Bastogne-Liège, le peloton mené par la Boels Dolmans opère la jonction dans la Roche aux faucons. Katarzyna Niewiadoma y attaque. Elle est suivie par Elizabeth Deignan, Anna van der Breggen, Ashleigh Moolman et Elisa Longo Borghini. L'écart atteint quarante secondes au bout de trois kilomètres. Dans la côte de Saint-Nicolas, Katarzyna Niewiadoma accélère mais c'est Anna van der Breggen qui part seule au sommet. Derrière Elizabeth Deignan se trouve avec Katarzyna Niewiadoma. La Britannique prend la deuxième place devant la Polonaise,. Lizzie Deignan est trois fois deuxième sur les classiques ardennaises.
À domicile sur le Tour de Yorkshire, elle revient sur le groupe de tête au kilomètre soixante avant de provoquer une nouvelle sélection. Elles sont trois en tête : Anna van der Breggen, Danielle King et donc Elizabeth Armitstead. Cette dernière multiplie les attaques pour décramponner Danielle King. Elle y parvient à quatorze kilomètres de l'arrivée et s'impose seule,.
Aux championnats de Grande-Bretagne, Elinor Barker ouvre longtemps la route. Un groupe de chasse formé de Katie Archibald, Hannah Barnes et Elizabeth Deignan la reprend à deux kilomètres de l'arrivée. Cette dernière contre immédiatement et s'impose seule. À La course by Le Tour de France, Elizabeth Deignan monte le pied l'Izoard en tête, mais ne peut suivre Annemiek van Vleuten. La Britannique se classe deuxième. Lors de l'étape de Marseille, elle conserve cette place.
Au Grand Prix de Plouay, lors de l'avant dernier passage de la côte de Ty-Marrec, Pauline Ferrand-Prévot accélère. Elle est suivie par Elizabeth Deignan, Ashleigh Moolman, Anna van der Breggen et  Elisa Longo Borghini. Alors que ce groupe semblait destiner à se disputer la victoire, la mauvaise entente et les efforts des équipes Orica-Scott et Sunweb provoquent le regroupement au pied de la côte de Lezot. Tout se joue dans la dernière montée de Ty-Marrec. Au plus dur de la côte, Elizabeth Deignan surgit accompagnée seulement par Pauline Ferrand-Prévot. Leur avance grandit rapidement. Au sprint, Elizabeth Deignan s'impose facilement devant la Française. Alors qu'elle fait logiquement partie des favorites pour les championnats du monde, elle doit être opérée de l'appendicite le 31 août. Elle prend cependant le départ de course en ligne. Dans l'avant-dernière montée de Salmon Hill, elle fait partie du groupe de favorites qui ouvre la route. Le groupe ne coopère pas et un regroupement général a lieu. Dans le dernier tour, elle ne parvient cependant pas à suivre les meilleures,,.

#### Pause (2018) et reprise de la compétition (2019)

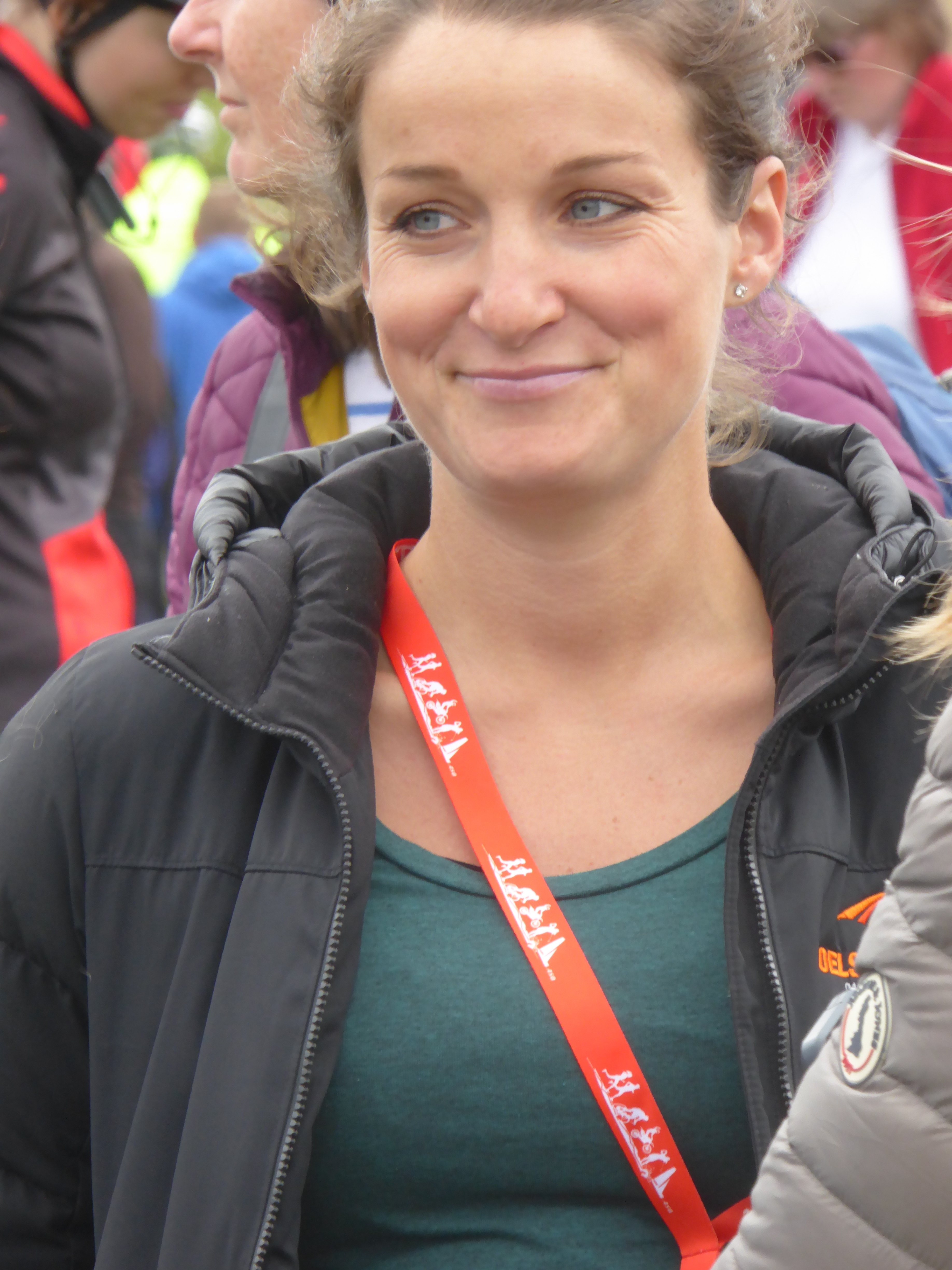
Elizabeth Deignan (en mai 2018) lors de son année de pause.

Mi-mars, elle annonce être enceinte et donc ne pas participer à la saison 2018. Elle compte néanmoins revenir dès 2019 pour les championnats du monde sur route qui se déroule chez elle, dans le Yorkshire.

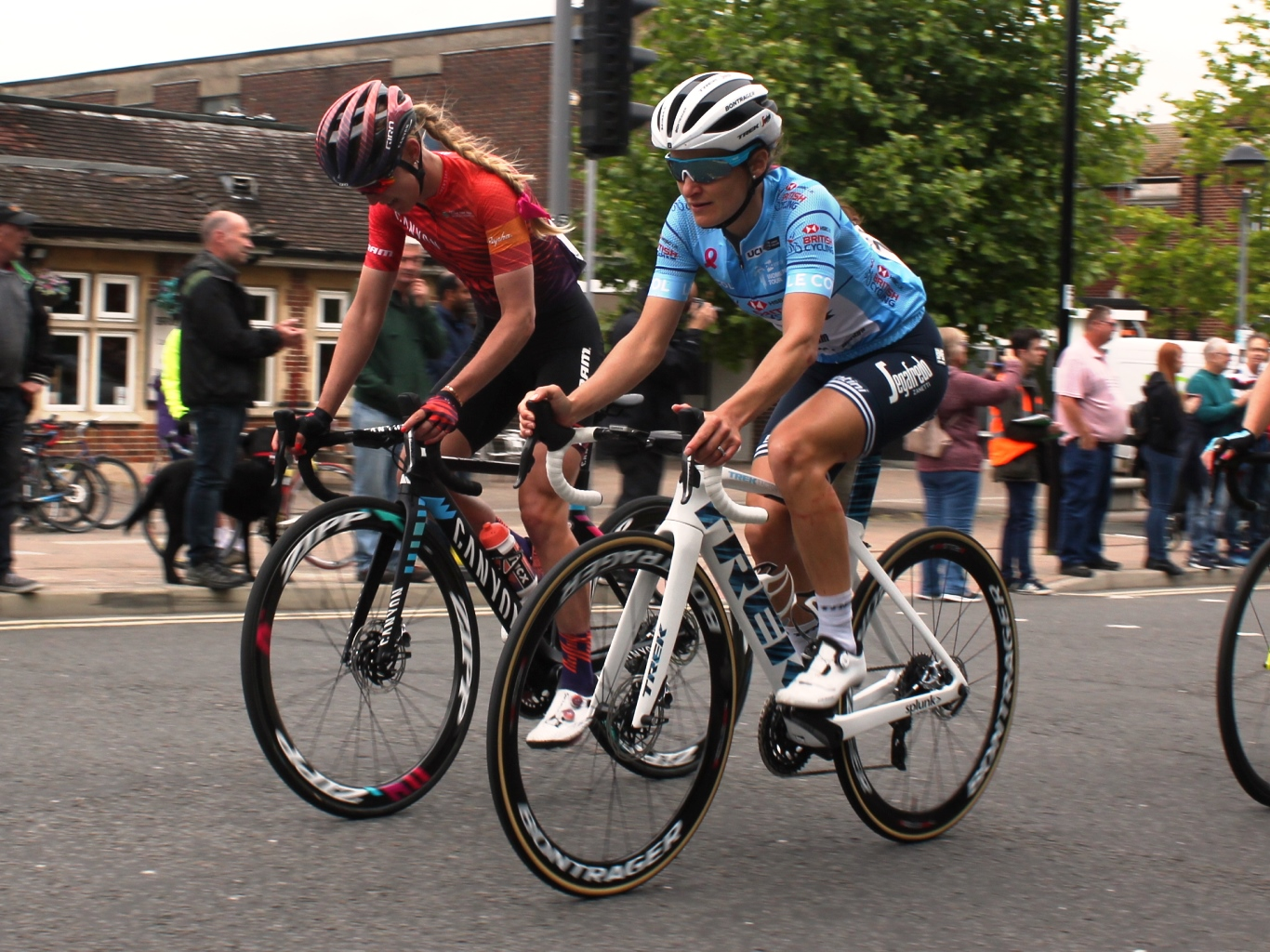
Lizzie Deignan au Women's Tour

En septembre 2018, elle devient la mère d'une petite fille. En avril 2019, elle participe à sa première course après sa grossesse lors de l'Amstel Gold Race. Elle se montre active et se classe septième de Liège-Bastogne-Liège. Au Women's Tour, sur la deuxième étape, Lizzie Deignan est deuxième du sprint en côte derrière Marianne Vos. Elle est troisième de la quatrième étape. Lors de la cinquième étape, la principale difficulté de la journée se trouve à vingt-quatre kilomètres de la ligne. Dans le dernier kilomètre d'ascension, Katarzyna Niewiadoma, Elisa Longo Borghini et Lizzie Deignan attaquent. Elisa Longo Borghini lance le sprint pour Deignan qui devance Niewiadoma. La Britannique s'empare de la tête du classement général et le conserve le lendemain.
Au Boels Ladies Tour, elle se montre active toute la semaine. Elle est troisième de la troisième étape, après une échappée à quatre. Au classement général final, elle est septième. Sur la course en ligne des championnats du monde, Annemiek Van Vleuten attaque dans la côte de Lofthouse à cent kilomètres de l'arrivée. Derrière un groupe de poursuite avec Elisa Longo Borghini et Lizzie Deignan se forme. La coopération n'est cependant pas optimale. À cinquante kilomètres de l'arrivée, Lizzie Deignan profite d'une difficulté pour attaquer. C'est plus tard qu'une attaque de Chloe Dygert provoque une sélection. Elisa Longo Borghini, Amanda Spratt et Anna van der Breggen la suivent. Elizabeth Deignan paie par contre ses efforts et perd ses chances de victoire,.

#### 2020
Au Grand Prix de Plouay, à trente-cinq kilomètres de l'arrivée, Elizabeth Banks place une offensive. Elle est suivie par Elizabeth Deignan. Dix kilomètres plus loin, leur avance est d'une minute. Elles se jouent la victoire Elizabeth Deignan s'impose facilement pour la troisième fois. Sur la course by Le Tour de France, dès le début de l'ascension sur le second tour, Annemiek van Vleuten imprime un rythme très élevé qui élimine toutes les concurrentes à l'exception de : Elisa Longo Borghini, Elizabeth Deignan, Marianne Vos, Katarzyna Niewiadoma et Demi Vollering. Elizabeth Deignan attaque au sommet, mais le groupe se reforme en bas de la descente. Les attaques se succèdent dans le final. Elisa Longo Borghini lance le sprint en revenant sur le groupe à environ quatre cents mètres de la ligne. Marianne Vos réagit et la passe immédiatement. Elizabeth Deignan décrochée au départ revient progressivement avant de passer Marianne Vos dans les derniers mètres.

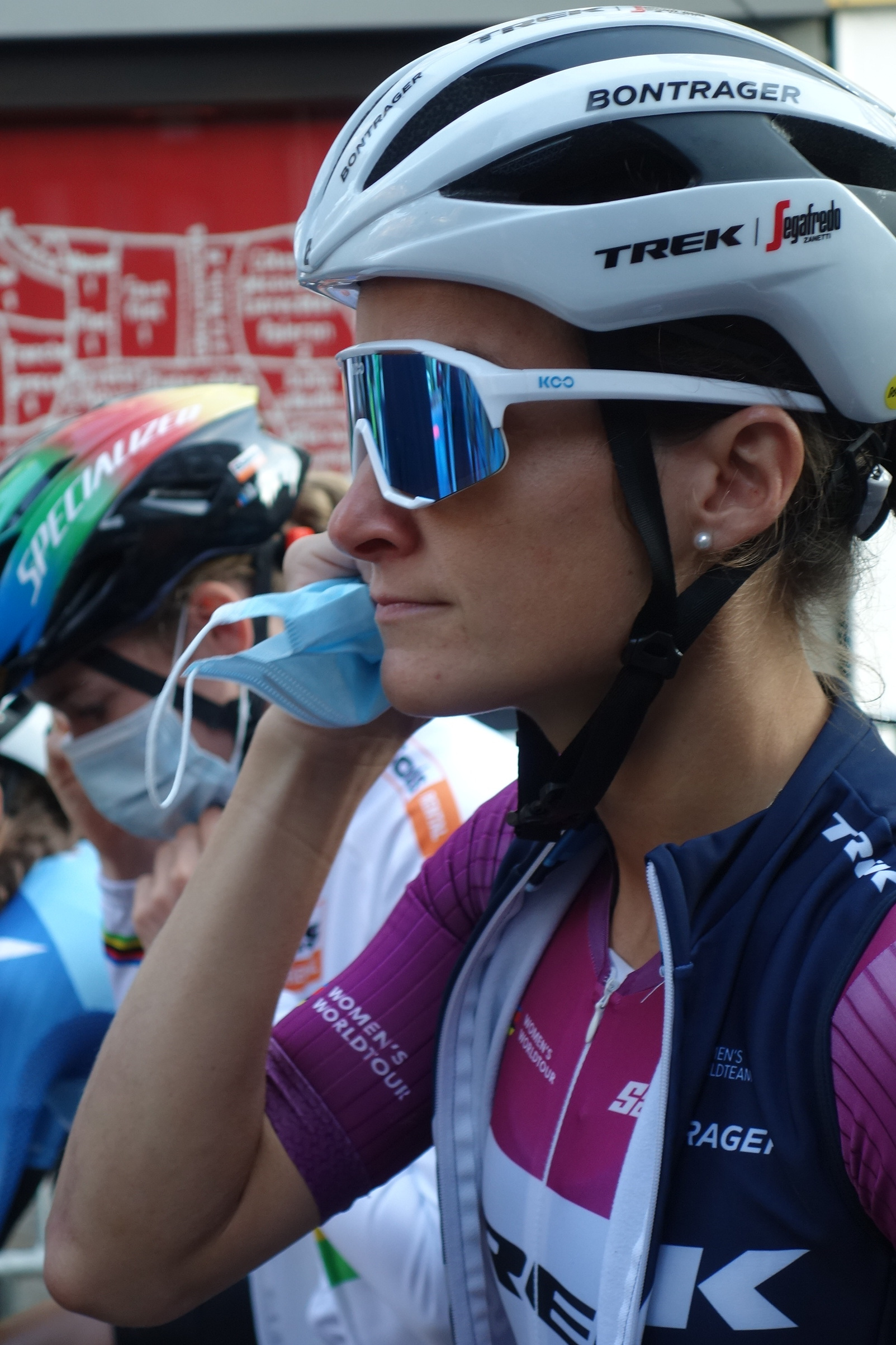
Avec le maillot de leader du World Tour

Au Tour d'Italie, elle est troisième du sprint de la cinquième étape, puis deuxième du sprint derrière Lotte Kopecky de la septième étape. Sur la course en ligne des championnats du monde, elle joue les premiers rôles, suivant Annemiek van Vleuten et Anna van der Breggen dans les montées. Dans la dernière ascension de la course, Cecilie Uttrup Ludwig attaque avec Elisa Longo Borghini. Elizabeth Deignan doit lâcher prise. Elle se classe sixième,.
Elle est quatrième de la Flèche wallonne au sommet du mur. Sur Liège-Bastogne-Liège, un groupe de huit favorites, dont Elizabeth Deignan et Ellen van Dijk sort peu avant la côte de la Vecquée. Ce groupe obtient rapidement une minute d'avance et arrive au pied de la Redoute avec une minute trente d'écart. Elizabeth Deignan y attaque. Elle prend trente secondes au sommet sur ses poursuivantes. Elizabeth Deignan compte une minute d'avance à vingt kilomètres de l'arrivée. Sur la Roche aux Faucons, Grace Brown part seule et part en chasse sur Elizabeth Deignan. Elle reprend petit à petit du terrain. Elizabeth Deignan resiste néanmoins et s'impose avec neuf secondes d'avance sur Grace Brown. Lors de Gand-Wevelgem, elle passe le mont Kemmel avec les meilleures. Elle est néanmoins seulement huitième du sprint. Elle abandonne sur le Tour des Flandres.

#### Paris-Roubaix (2021)
Sur la première étape du Tour de Suisse, dans le deuxième tour de circuit, six favorites dont Lizzie Deignan sortent dans la côte. La victoire se joue entre Elise Chabbey et Deignan. Chabbey fait mine de lancer de loin et parvient à tromper Lizzie Deignan qui se retrouve à effectuer un sprint trop long, Chabbey la doublant sur la fin. Le lendemain, Lizzie Deignan remporte plus de bonifications que Chabbey et gagne ainsi l'épreuve.
Au Tour d'Italie, Lizzie Deignan à trois minutes vingt-neuf durant la deuxième étape qui est montagneuse. Sur le contre-la-montre en côte de la quatrième étape, elle est huitième. Elle est ensuite cinquième de la neuvième étape. Finalement, elle se classe quatrième de la course.
En octobre, elle remporte en solitaire la première édition féminine de Paris-Roubaix après une échappée de 82 km.

#### 2022
En février, Elizabeth Deignan fait savoir qu'elle de nouveau enceinte et donc manquera la saison.

#### 2023
À RideLondon-Classique, Lizzie Deignan fait partie du groupe quatorze qui se dispute la victoire de la première étape. Elle se classe troisième. Elle est deuxième du sprint le lendemain. Elle conclut l'épreuve à la troisième place du classement général.
Aux championnats du monde sur route, Lizzie Deignan fait partie du groupe d'échappée qui sort en début de course. Un regroupement général a lieu à cent kilomètres de l'arrivée. Arrivés sur le circuit final, après que le groupe de tête ait repris Élise Chabbey, Deignan et Christina Schweinberger sortent. Marlen Reusser part en poursuite, suivie ensuite par Lotte Kopecky. Néanmoins la coopération est mauvaise et les autres favorites reviennent. Lizzie Deignan est sixième de la course.

#### 2024
Elle chute au  Tour des Flandres et se brise le bras.
Lizzie Deignan participe au Tour de Grande-Bretagne avec l'équipe nationale. Sur la première étape, elle provoque avec Pfeiffer Georgi la formation d'un groupe de neuf favorites qui se disputent la victoire. Elle prend la quatrième place. Elle termine l'épreuve à la septième place.

#### 2025
Agée de 36 ans, et alors que son contrat arrive à sa fin, elle indique vouloir mettre un terme à sa carrière à l'issue de la saison. Elle profite finalement de l'annonce de sa troisième grossesse pour se retirer des pelotons, avec effet immédiat, le 24 juillet 2025.

## Vie privée
Le 17 septembre 2016, elle se marie avec Philip Deignan à Otley. Tiffany Cromwell est une de ses deux témoins. Le 23 septembre 2018, elle donne naissance à une fille nommée Orla. En février 2022, Elizabeth Deignan fait savoir qu'elle de nouveau enceinte et donc manquera la saison.

## Palmarès sur piste

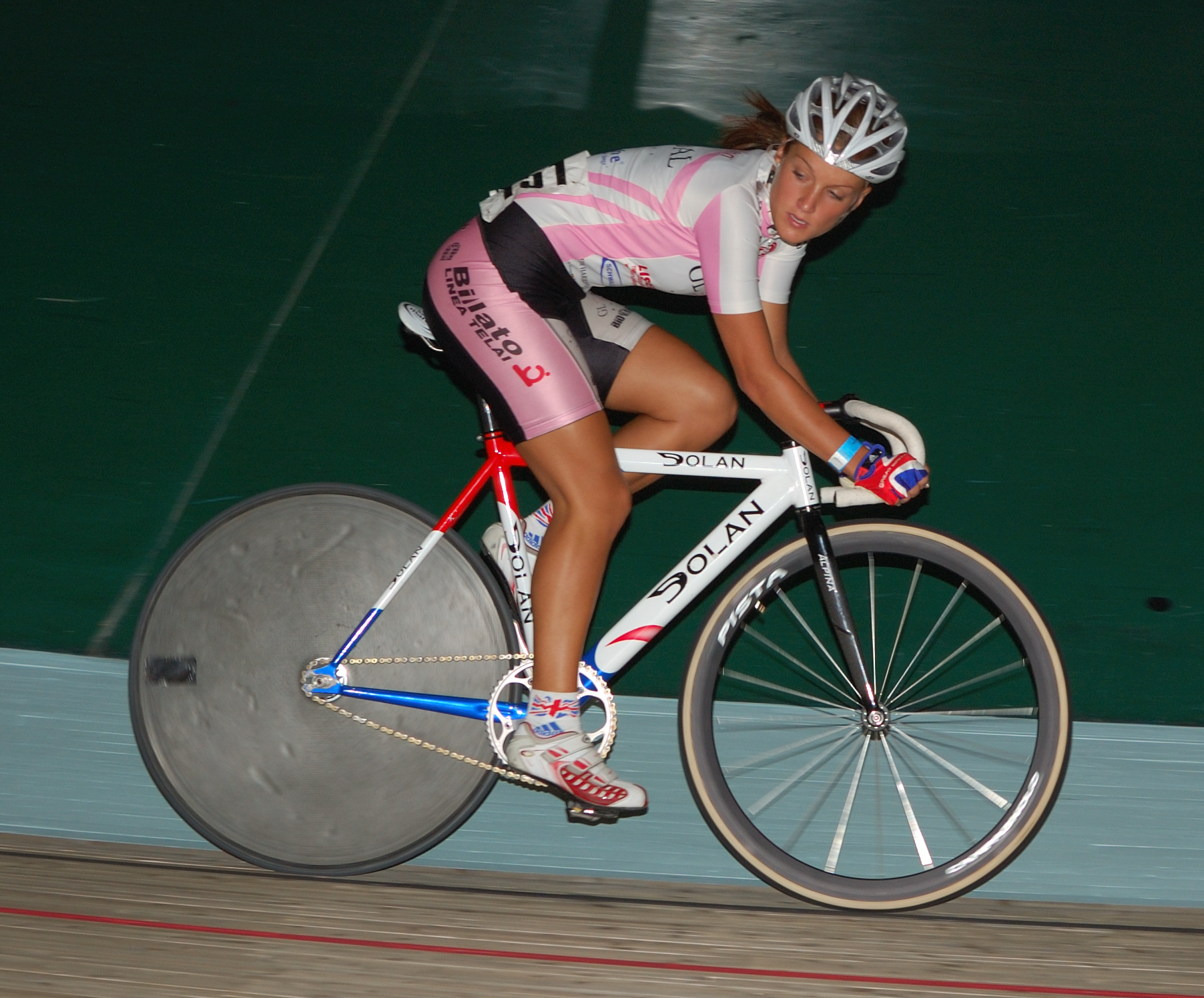
Lizzie Armitstead sur piste

### Championnats du monde
- Pruszkow 2009
  -  Championne du monde de poursuite par équipes (avec Wendy Houvenaghel et Joanna Rowsell)
  -  Médaillée d'argent du scratch
  -  Médaillée de bronze de la course aux points
- Ballerup 2010
  -  Médaillée d'argent de la poursuite par équipes
  -  Médaillée d'argent de l'omnium

### Championnats du monde juniors
- Vienne 2005
  -  Médaillée d'argent du scratch

### Coupe du monde
- 2008-2009
  - Classement général du scratch
  - 1re du scratch à Manchester
  - 1re du scratch à Melbourne
  - 1re du scratch à Copenhague
  - 1re de la poursuite par équipes à Manchester
  - 1re de la poursuite par équipes à Melbourne
  - 1re de la poursuite par équipes à Copenhague
  - 1re de la course aux points à Manchester
- 2009-2010
  - 1re de la course aux points à Manchester
  - 1re de la poursuite par équipes à Manchester (avec Wendy Houvenaghel et Joanna Rowsell)

### Championnats d'Europe
- 2007
  -  Championne d'Europe du scratch espoirs
  -  Médaillée d'argent de la course aux points espoirs
- 2008
  -  Championne d'Europe du scratch espoirs
  -  Championne d'Europe de poursuite par équipes espoirs
  -  Médaillée d'argent de la course aux points espoirs

### Championnats de Grande-Bretagne
- Championne de Grande-Bretagne de course aux points juniors : 2005
- Championne de Grande-Bretagne du scratch : 2009 et 2011
- Championne de Grande-Bretagne de course aux points : 2009 et 2011

### Course de Six jours
- 2008
  - Six jours d'Amsterdam (avec Alexandra Greenfield)

## Palmarès sur route

### Palmarès par année
| - 2007 - 6e du championnat d'Europe sur route espoirs - 2009 - Championne de Grande-Bretagne sur route espoirs - 6e étape du Tour de l'Ardèche - 2e du championnat de Grande-Bretagne sur route - 3e du Tour de l'Ardèche - 9e du Tour de Berne féminin - 2010 - Championne de Grande-Bretagne sur route espoirs - 2e étape du Tour de l'Aude cycliste féminin - 7e étape de la Route de France - 3e, 4e et 5e étapes du Tour de l'Ardèche - Médaillée d'argent de la course en ligne aux Jeux du Commonwealth - 2e du championnat de Grande-Bretagne sur route - 9e du championnat du monde sur route - 2011 - Championne de Grande-Bretagne sur route - 1re étape du Tour of Chongming Island - 6e étape du Tour de Thuringe - 2e du Tour of Chongming Island World Cup - 3e du Contre-la-montre par équipes de l'Open de Suède Vårgårda - 6e du Grand Prix de la Ville de Valladolid - 7e du championnat du monde sur route - 7e de la Coupe du monde - 10e de l'Univé Tour de Drenthe - 2012 - Omloop van het Hageland - Gand-Wevelgem - Médaillée d'argent de la course en ligne des Jeux olympiques de Londres - 2e du championnat de Grande-Bretagne sur route - 3e de la Novilon Euregio Cup - 10e du contre-la-montre des Jeux olympiques de Londres - 2013 - Championne de Grande-Bretagne sur route - 2e du championnat de Grande-Bretagne du contre-la-montre - 3e du Boels Rental Hills Classic - 3e du Boels Ladies Tour - 7e du Tour de Drenthe - 8e du Contre-la-montre par équipes de l'Open de Suède Vårgårda - 9e du Tour des Flandres - 2014 - Classement final de la Coupe du monde - Médaillée d'or de la course en ligne des Jeux du Commonwealth - Omloop van het Hageland - Tour de Drenthe - 1re étape du Tour de Thuringe - 2e du Trofeo Alfredo Binda-Comune di Cittiglio - 2e du Tour des Flandres - 2e de la Flèche wallonne - 2e de Durango-Durango Emakumeen Saria - 2e du Tour de Thuringe - 3e du Circuit Het Nieuwsblad - 3e du Drentse 8 van Dwingeloo - 3e du championnat de Grande-Bretagne sur route - 3e du contre-la-montre par équipes de l'Open de Suède Vårgårda - 7e du championnat du monde sur route - 8e de la course en ligne de l'Open de Suède Vårgårda - 8e du Grand Prix de Plouay - 2015 - Championne du monde sur route - Classement final de la Coupe du monde - Championne de Grande-Bretagne sur route - Tour du Qatar : - Classement général - 3e et 4e étapes - Trofeo Alfredo Binda-Comune di Cittiglio - Boels Rental Hills Classic - Philadelphia Cycling Classic - 1re étape de The Women's Tour - Grand Prix de Plouay - Médaillée d'argent du championnat du monde du contre-la-montre par équipes - 2e des Strade Bianche - 3e du Circuit Het Nieuwsblad - 3e du contre-la-montre par équipes de l'Open de Suède Vårgårda - 7e du Tour de Drenthe - 8e du Tour des Flandres | - 2016 - Championne du monde du contre-la-montre par équipes - Circuit Het Nieuwsblad - Strade Bianche - Trofeo Alfredo Binda-Comune di Cittiglio - Tour des Flandres - Boels Rental Hills Classic - The Women's Tour : - Classement général - 3e étape - Contre-la-montre par équipes de l'Open de Suède Vårgårda - 2e étape du Boels Ladies Tour (contre-la-montre par équipes) - 4e du championnat du monde sur route - 5e de la course en ligne des Jeux olympiques de Rio de Janeiro - 2017 - Championne de Grande-Bretagne sur route - Tour de Yorkshire - 1re étape du Tour d'Italie (contre-la-montre par équipes) - Grand Prix de Plouay - 2e de l'Amstel Gold Race - 2e de la Flèche wallonne - 2e de Liège-Bastogne-Liège - 2e de La course by Le Tour de France - 3e des Strade Bianche - 2019 - Women's Tour : - Classement général - 5e étape - 7e de Liège-Bastogne-Liège - 7e du Boels Ladies Tour - 2020 - Grand Prix de Plouay - La course by Le Tour de France - 1re étape du Tour d'Italie (contre-la-montre par équipes) - Liège-Bastogne-Liège - 4e de la Flèche wallonne - 6e du championnat du monde sur route - 8e de Gand-Wevelgem - 2021 - Tour de Suisse - 1re étape du Tour d'Italie (contre-la-montre par équipes) - Paris-Roubaix - 4e du Tour d'Italie - 7e du Grand Prix de Plouay - 9e de La course by Le Tour de France - 2023 - 3e de la RideLondon-Classique - 6e du championnat du monde sur route - 2024 - 1re étape de La Vuelta Femenina (contre-la-montre par équipes) - 7e du Tour de Grande-Bretagne - 2025 - 1re étape du Tour d'Espagne (contre-la-montre par équipes) |

### Classements mondiaux
| Année                                 | 2009 | 2010 | 2011 | 2012 | 2013 | 2014 | 2015 | 2016 | 2017 | 2018 | 2019 | 2020 | 2021 | 2022 | 2023 | 2024 |
| ------------------------------------- | ---- | ---- | ---- | ---- | ---- | ---- | ---- | ---- | ---- | ---- | ---- | ---- | ---- | ---- | ---- | ---- |
| Classement UCI                        | 58e  | 15e  | 9e   | 14e  | 17e  | 3e   | 2e   | 6e   | 9e   | nc   | 44e  | 5e   | 22e  | nc   | 60e  | 128e |
| Coupe du monde                        | 53e  | nc   | 7e   | 107e | 14e  | 1re  | 1re  |      |      |      |      |      |      |      |      |      |
| UCI World Tour                        |      |      |      |      |      |      |      | 3e   | 7e   | nc   | 21e  | 1re  | 17e  | nc   | 60e  | 94e  |
|                                       |      |      |      |      |      |      |      |      |      |      |      |      |      |      |      |      |
| Légende : nc = non classéSource : UCI |      |      |      |      |      |      |      |      |      |      |      |      |      |      |      |      |

### Résultats sur les grands tours

#### Tour d'Italie
10 participations
- 2009 : 15e
- 2011 : abandon (3e étape)
- 2012 : abandon (7e étape)
- 2015 : abandon (8e étape)
- 2016 : abandon (7e étape)
- 2017 : 45e
- 2020 : 30e
- 2021 : 4e
- 2023 : 38e
- 2024 : 55e

#### Tour de France
2 participations
- 2023 : 35e
- 2024 : 74e

#### Tour d'Espagne
3 participations
- 2023 : 47e
- 2024 : 58e, vainqueure de la 1re étape (contre-la-montre par équipes)
- 2025 : abandon (7e étape), vainqueure de la 1re étape (contre-la-montre par équipes)